# Merxheim
Merxheim là một đô thị thuộc huyện Bad Kreuznach trong bang Rheinland-Pfalz, phía tây nước Đức. Đô thị Merxheim có diện tích 17,05 km², dân số thời điểm ngày 31 tháng 12 năm 2006 là 1458 người.